# Словачка
Словачка (слч. Slovensko), званично Словачка Република (слч. Slovenská republika), држава је у средњој Европи. Граничи се са Аустријом и Чешком на западу, са Пољском на северу, Украјином на истоку и Мађарском на југу. Главни и највећи град је Братислава, а следе је Кошице. Службени језик је словачки који припада словенској језичкој групи.
Словенска племена су се доселила на територију данашње Словачке током 5. и 6. века. Током историје територија данашње Словачке је била у саставу многих држава, од Самовог царства из 7. века које је представљало прву организовану словенску државну заједницу па све до Чехословачке у 20. веку. Као независна и марионетска државна творевина Словачка је егзистирала од 1939. до 1944. године под патронатом нацистичке Немачке.
Словачка је високоразвијена привреда са изразито високом стопом раста. Од 1. јануара 2009. Словачка је чланица Еврозоне и користи „евро“ као своју валуту. Словачка је чланица и НАТО пакта.

## Историја

### Пре 5. века
Од 450. године п. н. е., територију данашње Словачке насељавали су Келти, који су саградили моћна утврђења у Братислави и Липтову. Сребрни новчић с ликом Бијатека је први писани траг у Словачкој. Од 6. године, уз развој Римског царства на обалама Дунава ствара се ланац предстража, а у Девинском замку је подигнута прва хришћанска црква северно од Дунава. Варварска Краљевина Ванијус, коју је основало германско племе Квади, се налазила на западним и средишњим територијама данашње Словачке од 20. до 50. године.

### Словенске државе
Словени територију Словачке насељавају у 5. веку. Западна Словачка је била средиште Самовог Царства у 7. веку. Словачка држава по именом Кнежевина Нитра настаје у 8. веку, а њен владар Прибина (825—830, око 840—861) је 828. године у Нитри подигао прву хришћанску цркву међу Западним и Источним Словенима. Заједно са суседном кнежевином Моравском, ствара Великоморавску Кнежевину 833. године. Највећи развој Кнежевина достиже доласком светих Ћирила и Методија 868. г, током владавине кнеза Растислава (846—870) и територијалном експанзијом под краљем Сватопулоком (871—894).

### Краљевина Угарска
Током 925. године новоформирана Угарска држава је завладала данашњом југозападном Словачком. Крајем 10. века, ова територија постаје део растуће Угарске кнежевине (од 1000. године Краљевина Угарска). Већи део Словачке постаје део Краљевине Угарске око 1100. год, а североисточни делови око 1400. године. Словачке насеобине пружале су се од северних и југоисточних делова данашње Мађарске, док су Мађари почели да насељавају јужни део Словачке. Етничка структура је постала још разноврснија доласком Карпатских Немаца (од 13. века), Влаха (од 14. века) и Јевреја.
Већи део становништва страда инвазијом Монгола 1241. и повременим несташицама хране. Међутим, средњовековна Словачка се одликовала новооснованим градовима, стеновитим тврђавама и развојем уметности. 1467. године Матија Хуњади оснива први универзитет у Братислави, који није дуго радио.

### Хабзбуршка монархија
Након експанзије Османског царства према Угарској, она губи независност, а њену територију деле Османско царство и Хабзбуршка монархија. Након османског заузимања Будима почетком 16. века, средиште Краљевине Угарске померено је према Словачкој и Братислава постаје престоница хабзбуршке Угарске 1536. године. Велики број Мађара преселио се у Словачку да би избегли свирепост османске власти. На тај начин пропорција Словака у хабзбуршкој Угарској је постала мања. Османски ратови и учестале буне против Хабзбуршке Монархије су нанеле огромну штету, нарочито у руралним срединама. После повлачења Турака из Панонске низије у 18. веку, словачки утицај се смањио у хабзбуршкој Угарској, а престоница је поново постала Будимпешта 1848. године.
Са тежњама ка отцепљењу од угарског дела Аустроугарске монархије, Словаци су подржавали Хабзбуршке владаре против Мађара у њиховим сукобима. Због овога, током периода под Аустроугарском (1867—1918), Словаци су били под релативном културном репресијом у форми мађаризације коју је спроводила угарска власт.

### 20. век
Године 1918. територија Словачке постаје део Чехословачке, што је потврђено мировним уговорима у Сен Жермену и Тријанону. Током периода који је уследио након распада Аустроугарске, Словачку је напала Мађарска Совјетска Република и на једној трећини Словачке, на кратко време ствара се Словачка Совјетска Република.
Чехословачка је непрестано била под притиском    влада Немачке и Мађарске, све до 1939. године и потписивања Минхенског споразума.
Под притиском нацистичке Немачке, Словачка је прогласила независност 14. марта 1939. На челу државе су били Јозеф Тисо и Војтех Тука. Прва Словачка Република је постала немачки савезник. 1944. године антинацистички покрет отпора организује жестоку побуну, познату као Словачки национални устанак.
После Другог светског рата, Чехословачка се поново формира и као таква потпада под совјетски утицај и њен Варшавски пакт. 1969. постаје федерација Чешке Социјалистичке Републике и Словачке Социјалистичке Републике.
Падом комунистичког режима у Чехословачкој 1989. године након мирне Плишане револуције, уследило је поновно раздвајање државе на Чешку Републику и Републику Словачку која је постала члан Европске уније маја 2004. године.

## Државни симболи
- Химна Словачке је песма „Nad Tatrou sa blýska“ („Изнад Татре севају муње“), која је представљала Словачку у химни некадашње Чехословачке.
- Грб Словачке чини сребрни (бели) двоструки (лоренски) крст на црвеној позадини, који је смештен на централном од три „брда“, која представљају три словачке планине: Ниске Татре, Високе Татре и Мале Фатре.
- Заставу Словачке чине три хоризонталне линије: бела (на врху), плава (у средини) и црвена (на дну). На застави се обавезно налази и грб Словачке који је смештен у средини близу копља.

## Становништво
| Година:    | 1994.     | 2004.     | 2014.     | 2024.     |
| ---------- | --------- | --------- | --------- | --------- |
| Број људи: | 5 356 207 | 5 384 822 | 5 421 349 | 5 419 451 |
| Разлика:   |           | +0,53 %   | +0,67 %   | -0,03 %   |

| Година:    | 2023.     | 2024.     |
| ---------- | --------- | --------- |
| Број људи: | 5 424 687 | 5 419 451 |
| Разлика:   |           | -0,09 %   |

Словачка има, по најновијем попису 2001, 5.379.455 становника од којих су Словаци 4.614.854 или 85,8%, други по бројности су Мађари са 520.528 припадника или 9,7%, следе Роми са 89.920 припадника и 1,7%, Чеси 44.620 (0,8%), Русини 24.201 (0,4%), Украјинци 10.814 (0,2%), Немци 5.405, Пољаци 2.602, Моравци 2.348, Руси 1.590, Бугари 1.179, Хрвати 890, Срби 434, Јевреји 218, остали народи 5.350 и непознате националности 54.502.
Урбаног становништва је око 60%.

### Етнички састав
| Националност         | Број      | %      |
| -------------------- | --------- | ------ |
| Словаци              | 4.567.547 | 83,82  |
| Мађари               | 442.065   | 7,74   |
| Роми                 | 67.179    | 1,23   |
| Чеси, Моравци, Шлези | 28.996    | 0,53   |
| Русини               | 23.746    | 0,44   |
| Украјинци            | 9.451     | 0,17   |
| Пољаци               | 3.771     | 0,07   |
| Немци                | 3.318     | 0,06   |
| Остали               | 27.639    | 0,51   |
| Без одговора         | 295.558   | 5,1    |
| УКУПНО               | 5.449.270 | 100,00 |

### Језички састав
Словачки је службени језик. Мађарски се користи на југу, ромски и русински на североистоку. Од страних језика најбоље је познавање чешког, енглеског, немачког и руског.

### Верски састав
Словачка је прилично верска држава, посебно у односу на суседну Чешку. Словачки Устав гарантује слободу вероисповести.
Према попису из 2021. године, 69,72% (3.799.331)  становништва је религиозно. Од тог броја 3.038.511 су римокатолици, 286.907 су евангелисти, 218.235 су гркокатолици, 85.271 су калвинисти, 50.677 су православци и 119.730 су остали. Према истом попису, 1.296.142 становника је било нерелигиозно, док се 353.797 није изјаснило.

### Највећи градови
| Највећи градови у Словачкој Извор: Завод за статистику Словачке Републике (2020) | Највећи градови у Словачкој Извор: Завод за статистику Словачке Републике (2020) | Највећи градови у Словачкој Извор: Завод за статистику Словачке Републике (2020) | Највећи градови у Словачкој Извор: Завод за статистику Словачке Републике (2020) | Највећи градови у Словачкој Извор: Завод за статистику Словачке Републике (2020) | Највећи градови у Словачкој Извор: Завод за статистику Словачке Републике (2020) | Највећи градови у Словачкој Извор: Завод за статистику Словачке Републике (2020) | Највећи градови у Словачкој Извор: Завод за статистику Словачке Републике (2020) | Највећи градови у Словачкој Извор: Завод за статистику Словачке Републике (2020) | Највећи градови у Словачкој Извор: Завод за статистику Словачке Републике (2020) |
|                                                                                  | №                                                                                | Град                                                                             | Крај                                                                             | Популација                                                                       | №                                                                                | Град                                                                             | Крај                                                                             | Популација                                                                       |                                                                                  |
| -------------------------------------------------------------------------------- | -------------------------------------------------------------------------------- | -------------------------------------------------------------------------------- | -------------------------------------------------------------------------------- | -------------------------------------------------------------------------------- | -------------------------------------------------------------------------------- | -------------------------------------------------------------------------------- | -------------------------------------------------------------------------------- | -------------------------------------------------------------------------------- | -------------------------------------------------------------------------------- |
| Братислава Кошице                                                                | 1.                                                                               | Братислава                                                                       | Братиславски крај                                                                | 475.503                                                                          | 11.                                                                              | Прјевидза                                                                        | Тренчински крај                                                                  | 45.017                                                                           | Прешов Жилина                                                                    |
| Братислава Кошице                                                                | 2.                                                                               | Кошице                                                                           | Кошички крај                                                                     | 229.040                                                                          | 12.                                                                              | Звољен                                                                           | Банскобистрички крај                                                             | 40.637                                                                           | Прешов Жилина                                                                    |
| Братислава Кошице                                                                | 3.                                                                               | Прешов                                                                           | Прешовски крај                                                                   | 84.824                                                                           | 13.                                                                              | Повашка Бистрица                                                                 | Тренчински крај                                                                  | 38.641                                                                           | Прешов Жилина                                                                    |
| Братислава Кошице                                                                | 4.                                                                               | Жилина                                                                           | Жилински крај                                                                    | 82.656                                                                           | 14.                                                                              | Нове Замки                                                                       | Њитрански крај                                                                   | 37.791                                                                           | Прешов Жилина                                                                    |
| Братислава Кошице                                                                | 5.                                                                               | Њитра                                                                            | Њитрански крај                                                                   | 78.489                                                                           | 15.                                                                              | Михаловце                                                                        | Кошички крај                                                                     | 36.704                                                                           | Прешов Жилина                                                                    |
| Братислава Кошице                                                                | 6.                                                                               | Банска Бистрица                                                                  | Банскобистрички крај                                                             | 76.018                                                                           | 16.                                                                              | Спишка Нова Вес                                                                  | Кошички крај                                                                     | 35.431                                                                           | Прешов Жилина                                                                    |
| Братислава Кошице                                                                | 7.                                                                               | Трнава                                                                           | Трнавски крај                                                                    | 63.803                                                                           | 17.                                                                              | Хумење                                                                           | Прешовски крај                                                                   | 31.359                                                                           | Прешов Жилина                                                                    |
| Братислава Кошице                                                                | 8.                                                                               | Тренчин                                                                          | Тренчински крај                                                                  | 54.740                                                                           | 18.                                                                              | Љевице                                                                           | Њитрански крај                                                                   | 31.974                                                                           | Прешов Жилина                                                                    |
| Братислава Кошице                                                                | 9.                                                                               | Мартин                                                                           | Жилински крај                                                                    | 52.520                                                                           |                                                                                  |                                                                                  |                                                                                  |                                                                                  | Прешов Жилина                                                                    |
| Братислава Кошице                                                                | 10.                                                                              | Попрад                                                                           | Прешовски крај                                                                   | 49.855                                                                           | 20.                                                                              | Бардјејов                                                                        | Прешовски крај                                                                   | 30.840                                                                           | Прешов Жилина                                                                    |

## Политика
На челу Словачке се налази председник, који се бира директним гласањем на мандат у трајању од 5 година. (Последњи избори су одржани у марту 2019. године.)
Највећа извршна власт лежи у рукама премијера (председника Владе), који је обично вођа најбројније странке или коалиције у Скупштини. Премијера поставља председник, који потом, на премијеров предлог, именује остале чланове Владе.
Највише Словачко законодавно тело је једнодомна Скупштина (Národná rada Slovenskej republiky), која има 150 места. Посланици се бирају на четворогодишњи мандат, по пропорционалном систему.
Устав Словачке Републике ратификован је 1. септембра 1992. године, а ступио је на снагу 1. јануара 1993. године. Измењен је у септембру 1998. како би се омогућио директан избор председника и поново у фебруару 2001. због услова за пријем у ЕУ. Грађанскоправни систем је заснован на аустроугарским законицима. Законски кодекс је измењен да би био у складу са обавезама Организације за европску безбедност и сарадњу (ОЕБС) и да би се уклонила марксистичко-лењинистичка правна теорија. Словачка прихвата обавезну надлежност Међународног суда правде са резервом.
Највишу судску власт у Словачкој има Уставни суд (Ústavný súd). Чини га 13 чланова, које именује председник од људи које је предложила Скупштина.
Словачка, односно њена војска, је приступила НАТО пакту 29. март 2004. а 1. маја исте године, са још десет земаља бившег источног блока, ушла је у Европску унију.

## Административна подела
Словачка је подељена на 8 Виших Земаљских Целина (слч. vyššie územné celky, скраћено VÚC) односно 8 Самоуправних Крајева (слч. samosprávny kraj):
1. Братиславски крај (главни град: Братислава)
2. Трнавски крај (главни град: Трнава)
3. Тренчински крај (главни град: Тренчин)
4. Њитрански крај (главни град: Њитра)
5. Жилински крај (главни град: Жилина)
6. Банскобистрички крај (главни град: Банска Бистрица)
7. Прешовски крај (главни град: Прешов)
8. Кошички крај (главни град: Кошице)

Сваки од ових крајева подељен је на више округа (слч. okresy), којих данас има 79.

## Географија
Словачка се налази између 47° и 50° северне ширине и 16° и 23° источне географске дужине. Словачки пејзаж је познат првенствено по својој планинској природи, са Карпатским планинама које се протежу кроз већи део северне половине земље. Међу овим планинским ланцима су високи врхови области Фатра-Татра (укључујући планине Татре, Велику Фатру и Малу Фатру), словачке рудне планине, словачке централне планине или Бескиде . Највећа низија је плодна Дунавска низија на југозападу, а затим Источнословачка низија на југоистоку. Шуме покривају 41% површине словачке земље.
Државе са којима се Словачка граничи су: Пољска, Украјина, Мађарска, Аустрија и Чешка. Површина државе износи 49.035 km².

### Геологија и рељеф
Словачка је претежно планинска земља, са Карпатским планинама које се простиру преко северних и средишњих делова земље. Низије су у Словачкој углавном концентрисане у јужним и југозападним деловима земље, тачније у долини Дунава. Међу планинама се посебно истичу Татре, које су познати скијашки центар, али њихова језера и камените удолине привлаче посетиоце током целе године. Над њима доминира и највиши врх Словачке Герлаховски Штит (Gerlachovský štít) са својих 2.654 m надморске висине. Поред Дунава веће долине праве Вах (Váh) и Хрон (Hron).

### Воде
Већина река извире у словачким планинама. Неки пролазе само кроз Словачку, док други чине природну границу са околним земљама (више од 620 km [390 mi] ). На пример, Дунајец ( 17 km [11 mi] ) на северу, Дунав ( 172 km [107 mi] ) на југ или на Мораву ( 119 km [74 mi] ) на Запад. Укупна дужина река на територији Словачке је 49.774 km (30.928 mi).
Најдужа река у Словачкој је Вах ( 403 km [250 mi]), најкраћа је Чиерна вода. Друге важне и велике реке су Мијава, Нитра (197 km [122 mi]), Орава, Хрон ( 298 km [185 mi] ), Хорнад ( 193 km [120 mi] ), Слана ( 110 km [68 mi] ), Ипељ (232 km [144 mi], чинећи границу са Мађарском), Бодрог, Лаборец, Латорицу и Ондаву.
Највећи проток у словачким рекама је током пролећа, када се снег топи са планина. Једини изузетак је Дунав, чији је проток највећи током лета када се снег топи у Алпима. Дунав је највећа река која протиче кроз Словачку. Дунаву притичу Вах, Нитра, Морава и друге реке.

### Флора и фауна
Словачка је потписала Конвенцију из Рија о биолошкој разноликости 19. маја 1993. године, а постала је потписница конвенције 25. августа 1994. Касније је израдила Националну стратегију и акциони план за биодиверзитет, који је конвенцијом примљен 2. новембра 1998.
Географски положај Словачке одређује богатство разноврсности фауне и флоре. На њеној територији описано је више од 11.000 биљних врста, скоро 29.000 животињских врста и преко 1.000 врста протозоа. Ендемски биодиверзитет је такође чест.
Словачка се налази у биому умерених широколисних и мешовитих шума и копнених екорегиона панонских мешовитих шума и карпатских планинских четинарских шума. Са променом надморске висине, вегетациона удружења и животињске заједнице формирају висинске нивое (храст, буква, смрча, шикарски бор, алпске ливаде). Шуме покривају 44% територије Словачке. Земља је имала средњу оцену индекса интегритета шумског пејзажа 2019. од 4,34/10, што је сврстава на 129. место у свету од 172 земље. Што се тиче састава шума, 60% су листопадне, а 40% четинарске. Појава животињских врста је снажно повезана са одговарајућим типовима биљних асоцијација и биотопа.
У Словачкој је забележено преко 4.000 врста гљива. Од тога, скоро 1.500 су врсте које формирају лишајеве. Неке од ових гљива су несумњиво ендемичне, али се не зна довољно колико их има. Од врста које стварају лишајеве, око 40% је на неки начин класификовано као угрожено. Око 7% је изумрло, 9% угрожено, 17% рањиво, а 7% ретко. Статус очувања гљива које не формирају лишајеве у Словачкој није добро документован, али постоји црвена листа за њене веће гљиве.

### Клима
Словачка клима је између умерене и континенталне климатске зоне са релативно топлим летима и хладним, облачним и влажним зимама . Температурни екстреми су између −41—403 °C (−42—757 °F) иако температуре испод −30 °C (−22 °F) су ретке. Време се разликује од планинског севера до равница на југу.
Најтоплији регион су Братислава и јужна Словачка где температуре могу достићи 30 °C (86 °F) лети, повремено до 39 °C (102 °F) у Хурбанову. Током ноћи температуре падају до 20 °C (68 °F). Дневне температуре зими у просеку су у распону од −5 °C (23 °F) до 10 °C (50 °F) . Током ноћи може бити смрзавање, али обично не испод −10 °C (14 °F).
У Словачкој постоје четири годишња доба, свако годишње доба (пролеће, лето, јесен и зима) траје три месеца. Сув континентални ваздух доноси летње врућине и зимске мразеве. Насупрот томе, океански ваздух доноси падавине и смањује летње температуре. У низинама и котлинама често има магле, нарочито зими.
Пролеће почиње 21. марта и карактерише га хладније време са просечном дневном температуром од 9 °C (48 °F) у првим недељама и око 14 °C (57 °F) у мају и 17 °C (63 °F) у јуну. У Словачкој су време и клима у пролеће веома нестабилни.
Лето почиње 22. јуна и обично га карактерише топло време са дневним температурама преко 30 °C (86 °F). Јул је најтоплији месец са температурама од око 37 до 40 степени, посебно у регионима јужне Словачке - у урбаним областима Комарно, Хурбаново или Штурово. Могућа је појава пљускова или грмљавине због летњег монсуна званог Медардова квапка. Лето у северној Словачкој је обично благо са температурама око 25 °C (77 °F) (мање у планинама).
Јесен у Словачкој почиње 23. септембра и углавном је карактерише влажно време и ветар, иако прве недеље могу бити веома топле и сунчане. Просечна температура у септембру је око 14 °C (57 °F), у новембру до 3 °C (37 °F). Крајем септембра и почетком октобра је суво и сунчано доба године (тзв. Индијско лето).
Зима почиње 21. децембра са температуром од -5 до -10 степени. У децембру и јануару обично пада снег, ово су најхладнији месеци у години. На нижим надморским висинама снег се не задржава целе зиме, прелази у отопљење и мраз. Зиме су хладније на планинама, где снег обично траје до марта или априла, а ноћне температуре падају до −20 °C (−4 °F) и хладније.

## Национални паркови
У Словачкој постоји девет националних паркова:
| Име                              | Основан | Величина () | Слика |
| -------------------------------- | ------- | ----------- | ----- |
| Национални парк Велика Фатра     | 2002.   | 403.71      |       |
| Национални парк Мала Фатра       | 1988.   | 226.3       |       |
| Национални парк Ниске Татре      | 1978.   | 728         |       |
| Национални парк Муранска планина | 1998.   | 203.18      |       |
| Национални парк Пјенини          | 1967.   | 37.5        |       |
| Национални парк Полонини         | 1997.   | 298.05      |       |
| Национални парк Словачки крас    | 2002.   | 346.11      |       |
| Национални парк Словачки рај     | 1988.   | 197.63      |       |
| Национални парк Татре            | 1949.   | 738         |       |

## Привреда
Иако се БДП Словачке углавном базирана на терцијарном (услужном) сектору, индустријски сектор такође игра важну улогу у њеној економији. Главни индустријски сектори су производња аутомобила и електротехника . Од 2007. Словачка је највећи светски произвођач аутомобила по глави становника, са укупно 1.090.000 произведених аутомобила у земљи само у 2018. години. 275.000 људи је директно и индиректно запослено у аутомобилској индустрији. Тренутно постоје четири фабрике за склапање аутомобила и пета у изградњи: Фолксваген у Братислави, ПСА Пежит Цитроен у Трнави, фабрика Киа Моторс у Жилини и Јагуар Ланд Ровер у Нитри. Волво ће производити електричне аутомобиле у новој фабрици у Словачкој, изградња би требало да почне 2023. године, а серијска производња почиње 2026. године. Хјундаи Мобис у Жилини је највећи добављач за аутомобилску индустрију у Словачкој.
Од компанија из области електротехнике, Фокцон има фабрику у Нитри за производњу ЛЦД телевизора, Самсунг у Галанта за производњу компјутерских монитора и телевизора. Словнафт са седиштем у Братислави са 4.000 запослених је рафинерија нафте са капацитетом прераде од 5,5 до 6 милиона тона сирове нафте годишње. Произвођач челика US Steel у Кошицама је највећи послодавац на истоку Словачке са 12.000 запослених.
ЕСЕТ је компанија за ИТ безбедност из Братиславе са више од 1.000 запослених широм света. Њихове филијале послују у Сједињеним Америчким Државама, Ирској, Уједињеном Краљевству, Аргентини, Чешкој Републици, Сингапуру и Пољској. Последњих година у Братислави су напредовала услужна и високотехнолошка предузећа. Многе глобалне компаније, укључујући ИБМ, Делл, Леново, АТ&Т, САП АГ и Аццентуре, овде су изградиле спољне и сервисне центре. Разлози за прилив мултинационалних корпорација укључују близину Западне Европе, квалификовану радну снагу и високу густину универзитета и истраживачких објеката. Остале велике компаније и послодавци са сједиштем у Братислави укључују: Amazon, Slovak Telekom, Orange Slovensko, Slovenská sporiteľňa, Tatra banka, Doprastav, Hewlett-Packard Slovakia, Henkel Slovensko, Slovenský plynárenský priemysel, Microsoft Slovakia, Mondelez Slovakia, Whirlpool Slovakia и Zurich Insurance Group Slovakia.
Географски положај Братиславе у средњој Европи допринео је да Братислава буде раскршће за међународни трговински саобраћај. Разни древни трговачки путеви, попут Ћилибарског пута и Дунавског пловног пута, пресецали су територију данашње Братиславе. Данас је Братислава друмско, железничко, водено и ваздушно чвориште.

## Туризам
Словачка има природне пејзаже, планине, пећине, средњовековне замкове и градове, народну архитектуру, бање и скијалишта која привлаче туристе. Више од 5,4 милиона туриста посетило је Словачку 2017. године, Најатрактивније дестинације су главни град Братислава и Високе Татре. Највише посетилаца долази из Чешке (око 26%), Пољске (15%) и Немачке (11%).
Словачка има много двораца, од којих је већина у рушевинама. Најпознатији замкови укључују замак Бојнице (често се користи као место снимања), замак Спиш (на листи Унеска), Оравски замак, замак Братислава и рушевине Дјевинског замка. Замак Чахтице је некада био дом најплодније серијске убице на свету, крваве даме Ержебет Батори.
Положај Словачке у Европи и прошлост земље (део Краљевине Мађарске, Хабзбуршке монархије и Чехословачке ) учинили су многе градове сличним градовима у Чешкој (као што је Праг ), Аустрији (као што је Салцбург) или Мађарској (као што је Будимпешта). У многим градовима очуван је историјски центар са бар једним тргом. Велики историјски центри налазе се у Братислави, Тренчину, Кошицама, Банској Штјавњици, Љевочи и Трнави. Последњих година историјски центри су рестаурирани.
Историјске цркве се могу наћи у готово сваком селу и граду у Словачкој. Већина их је изграђена у барокном стилу, али има и много примера романичке и готичке архитектуре, на пример Банска Бистрица, Бардејов и Спишка Капитула . Базилика Светог Јакова у Левочи са највишим дрворезбареним олтаром на свету и црква Светог Духа у Жехри са средњовековним фрескама налазе се на Унесковој листи светске баштине. Конкатедрала Светог Мартина у Братислави служила је као крунидбена црква за Краљевину Мађарску. Најстарији сакрални објекти у Словачкој потичу из великоморавског периода у деветом веку.
Веома драгоцене грађевине су комплетне дрвене цркве северне и североисточне Словачке. Већину су градили од 15. века па надаље католици, лутерани и припадници цркава источног обреда.
Туризам је један од главних сектора привреде Словачке, иако је још увек недовољно развијен. Заснован је на домаћем туризму, пошто су већина туриста словачки држављани и становници који путују ради разоноде унутар земље. Братислава и Високе и Ниске Татре су најпрометније туристичке станице. Остале популарне туристичке дестинације су градови и места Кошице, Банска Штиавница или Бардејов, као и бројни национални паркови, као што су Национални парк Пиенини Мала и Велика Фатра, Национални парк Полонини или Национални парк Словачки рај, између осталих.
Пећине отворене за јавност углавном се налазе у северној Словачкој. Дрини је једина пећина у западној Словачкој која је отворена за јавност. Добшина ледена пећина, Демановска ледена пећина, Демановска пећина слободе, Белианска пећина или пећина Домица су међу најпопуларнијим туристичким станицама. Арагонитна пећина Октинска, смештена у централној Словачкој, једна је од само три арагонитне пећине на свету. У Словачкој се налазе хиљаде пећина, од којих је тринаест отворено за јавност.
Словачка је позната и по бројним бањама. Пјештани је највећи и најпрометнији бањски град у земљи, који привлачи многе посетиоце из земаља Залива, углавном Уједињених Арапских Емирата, Катара, Кувајта и Бахреина. Бардејов, Тренчинске Тјеплице, Турчјанске Тјеплицее и Рајецке Теплице су други велики бањски градови. Неки познати мањи бањски градови и села су Штос, Чиж, Дудинце, Ковачова, Њимница, Смрдаки, Лучки и Вишње Ружбахи, између осталих.
Типични сувенири из Словачке су лутке обучене у народне ношње, керамички предмети, кристално стакло, резбарене дрвене фигуре, чрпаке (дрвени врчеви), фујаре (народни инструмент на Унесковој листи) и валашке (украшена народна секира) и изнад свега направљени производи. од кукурузне љуске и жице, нарочито људских фигура. Сувенири се могу купити у радњама које води државна организација ÚĽUV (Ústredie ľudovej umeleckej výroby — Центар за народну уметничку производњу). Ланац продавница Диело продаје дела словачких уметника и занатлија. Ове продавнице се углавном налазе у градовима.

## Празници
- 1. јануар — Дан Словачке Републике (Deň vzniku Slovenskej republiky) 1993, Нова Година.
- 6. јануар — Православни Божић и Три Краља.
- Март, Април - Велики петак (Veľkonočný piatok ); Велики понедељак (Veľkonočný pondelok).
- 1. мај — Празник Рада (Sviatok práce) 1886.
- 8. мај — Дан Победе над фашизмом (Deň víťazstva nad fašizmom) 1945.
- 5. јул — Дан св. Ћирила и св. Методија (Sviatok svätého Cyrila a Metoda) 863.
- 29. август — Дан Устанка (Výročie SNP) 1944.
- 1. септембар — Дан Уставности (Deň Ústavy Slovenskej republiky) 1992.
- 15. септембар — Дан Девице Марије (Sviatok Panny Márie Sedembolestnej, patrónky Slovenska), заштитнице Словачке.
- 1. новембар — Дан Свих Светих (Sviatok všetkých svätých), Задушнице.
- 17. новембар — Дан борбе за слободу и демократију (Deň boja za slobodu a demokraciu) 1939/1989.
- 24. децембар — Бадње вече (Štedrý deň).
- 25. децембар — Први дан Божића (1. sviatok vianočný).
- 26. децембар — Други дан Божића (2. sviatok vianočný).